# ثول
ثول (به عربی: ثول) یک منطقهٔ مسکونی در عربستان سعودی است که در استان مکه واقع شده‌است.

## خصوصیات
ثول ۱ متر بالاتر از سطح دریا واقع شده‌است.